# Catocala mesopotamica
Catocala mesopotamica là một loài bướm đêm thuộc họ Erebidae. Nó được tìm thấy ở Thổ Nhĩ Kỳ.